# Trypanosyllis hawaiiensis
Trypanosyllis hawaiiensis är en ringmaskart som beskrevs av Hartmann-Schröder 1978. Trypanosyllis hawaiiensis ingår i släktet Trypanosyllis och familjen Syllidae. Inga underarter finns listade i Catalogue of Life.